# Этинген
Этинген (нем. Etingen) — община в Германии, в земле Саксония-Анхальт. 
Входит в состав района Оре. Подчиняется управлению Эбисфельде-Кальфёрде.  Население составляет 512 человек (на 31 декабря 2006 года). Занимает площадь 16,93 км².